# 韋利諾湖
58°25′13″N 27°54′26″E / 58.42028°N 27.90722°E
韋利諾湖（俄语：Велино），是俄羅斯的湖泊，位於該國西北部，由普斯科夫州負責管轄，處於格多夫區，面積1.6平方公里，集水區面積779.3平方公里，平均水深5.7米，最大水深16.7米。